# Surrey County Cricket Club
Il Surrey County Cricket Club è una delle 18 squadre di cricket che rappresentano le contee tradizionali nel County Championship. Si tratta del secondo club di maggior successo della competizione dopo lo Yorkshire County Cricket Club, avendo vinto il torneo 19 volte (di cui una, quella del 1950, condivisa con il Lancashire).

## Storia
Il club è stato fondato nel 1845 ed è presente nel County Championship fin dalla sua prima edizione nel 1890, vinta proprio dal Surrey. Da allora ha vinto altre 18 volte (di cui una condivisa), l'ultima vittoria risale al 2002.

## Palmares
- County Championship (19) - 1890, 1891, 1892, 1894, 1895, 1899, 1914, 1950 (condiviso), 1952, 1953, 1954, 1955, 1956, 1957, 1958, 1971, 1999, 2000, 2002
  - Division Two (1) – 2006
- FP Trophy  (1) – 1982
- Clydesdale Bank 40 (1) – 2011
- NatWest Pro40 League (2) – 1996, 2003
  - Division Two (1) – 2000
- Twenty20 Cup (1) – 2003
- Benson and Hedges Cup (3) – 1974, 1997, 2001